# Omar Diallo
Omar Diallo (28 de septiembre de 1972 en Dakar) en un exfutbolista senegalés que se desempeñaba como portero. 

## Trayectoria
La carrera de Diallo comenzó en Dakar. En el ASC Diaraf Dakar, en 1992, a la edad de 19 años, hizo su debut en la Senegal Premier League, fue el primer senegalés en debutar con 19 años. Su primer éxito llegó un año después cuando ganó la Premier League de Senegal, logro que se repitió en 1993 y 1994. A fines de ese años se fue a Marruecos para jugar en Raja Casablanca. Después de estar mucho tiempo sin jugar en 1999 se fue al Olympique Khouribga, otro club marroquí donde si tuvo éxito lo que le valió jugar la Copa Africana de Naciones 2000 y 2002, además del Mundial 2002 con Senegal. Al terminar un exitoso Mundial volvió al club que lo vio nacer en su país, lo que sería su segunda etapa en ASC Diaraf Dakar. En la temporada 2004/2005, se fue al territorio turco para jugar en Sakaryaspor Donde jugó solo 9 partidos y el equipo terminaría la temporada descendiendo. Omar regresó a Senegal en 2005 para su tercera etapa en ASC Diaraf Dakar. Jugó hasta el final de 2007 y luego se terminaría retirando.

### Clubes
| Club                | País      | Año       |
| ------------------- | --------- | --------- |
| ASC Diaraf Dakar    | Senegal   | 1992-1994 |
| Raja Casablanca     | Marruecos | 1994-1999 |
| Olympique Khouribga | Marruecos | 1999-2002 |
| ASC Diaraf Dakar    | Senegal   | 2002-2004 |
| Sakaryaspor         | Turquía   | 2004-2005 |
| ASC Diaraf Dakar    | Senegal   | 2005-2007 |

## Selección nacional
Fue internacional con la selección de fútbol de Senegal en 32 ocasiones, entre ellas el Mundial 2002.

### Participaciones en Copas del Mundo
| Mundial                        | Sede                  | Resultado        |
| ------------------------------ | --------------------- | ---------------- |
| Copa Mundial de Fútbol de 2002 | Corea del Sur y Japón | Cuartos de final |

### Participaciones en Copas Africana
| Torneo                         | Sede            | Resultado        |
| ------------------------------ | --------------- | ---------------- |
| Copa Africana de Naciones 2000 | Ghana y Nigeria | Cuartos de final |
| Copa Africana de Naciones 2002 | Mali            | Subcampeonato    |
| Copa Africana de Naciones 2004 | Túnez           | Cuartos de final |